# Christo van Rensburg
Christo van Rensburg (* 23. Oktober 1962 in Uitenhage) ist ein ehemaliger südafrikanischer Tennisspieler.

## Karriere
Er gewann 2 Turniere im Einzel und 20 Titel im Doppel. Sein größter Erfolg war der Titelgewinn im Doppel mit Paul Annacone 1985 bei den Australian Open.
Christo van Rensburg bestritt 1992 fünf Begegnungen für die südafrikanische Davis-Cup-Mannschaft. Dabei kam er in vier Einzeln und drei Doppelpartien zum Einsatz, die er allesamt gewinnen konnte.

## Erfolge
| Legende                                  |
| Grand Slam (1)                           |
| Tennis Masters Cup                       |
| ATP Masters Series                       |
| ATP International Series Gold            |
| ATP International Series Grand Prix (21) |
| ATP Challenger Series (14)               |

| ATP-Titel nach Belag |
| Hartplatz (10)       |
| Sand (4)             |
| Rasen (3)            |
| Teppich (4)          |

### Einzel

#### Turniersiege

##### ATP Tour
| Nr. | Datum             | Turnier      | Belag         | Finalgegner     | Ergebnis      |
| --- | ----------------- | ------------ | ------------- | --------------- | ------------- |
| 1.  | 16. März 1987     | Orlando      | Hartplatz     | Jimmy Connors   | 6:3, 3:6, 6:1 |
| 2.  | 13. November 1989 | Johannesburg | Hartplatz (i) | Paul Chamberlin | 6:4, 7:6, 6:3 |

##### Challenger Tour
| Nr. | Datum              | Turnier    | Belag         | Finalgegner      | Ergebnis      |
| --- | ------------------ | ---------- | ------------- | ---------------- | ------------- |
| 1.  | 30. April 1989     | Kapstadt   | Hartplatz (i) | Pieter Aldrich   | 6:3, 6:1      |
| 2.  | 21. Juli 1991      | Newcastle  | Rasen         | Michiel Schapers | 6:4, 6:0      |
| 3.  | 6. Oktober 1991    | Jerusalem  | Hartplatz     | Clinton Marsh    | 2:6, 6:2, 6:3 |
| 4.  | 1. Dezember 1991   | Bossonnens | Hartplatz (i) | Patrick Baur     | 6:4, 7:6      |
| 5.  | 26. September 1993 | Singapur   | Hartplatz (i) | Jonathan Canter  | 6:2, 5:7, 6:2 |

#### Finalteilnahmen
| Nr. | Datum             | Turnier      | Belag         | Finalgegner      | Ergebnis           |
| --- | ----------------- | ------------ | ------------- | ---------------- | ------------------ |
| 1.  | 20. November 1988 | Johannesburg | Hartplatz (i) | Jakob Hlasek     | 7:6, 4:6, 1:6, 6:7 |
| 2.  | 18. Juni 1989     | Queen’s Club | Rasen         | Ivan Lendl       | 6:4, 3:6, 4:6      |
| 3.  | 8. April 1990     | Orlando      | Hartplatz     | Brad Gilbert     | 2:6, 1:6           |
| 4.  | 13. Oktober 1991  | Tel Aviv     | Hartplatz     | Leonardo Lavalle | 2:6, 6:3, 3:6      |

### Doppel

#### Turniersiege

##### ATP Tour
| Nr. | Datum              | Turnier         | Belag         | Partner          | Finalgegner                      | Ergebnis           |
| --- | ------------------ | --------------- | ------------- | ---------------- | -------------------------------- | ------------------ |
| 1.  | 8. August 1983     | Cleveland       | Hartplatz     | Mike Myburg      | Francisco González Matt Mitchell | 7:6, 7:5           |
| 2.  | 10. Dezember 1984  | Sydney          | Rasen         | Paul Annacone    | Tom Gullikson Scott McCain       | 7:6, 7:5           |
| 3.  | 4. Februar 1985    | Delray Beach    | Hartplatz     | Paul Annacone    | Sherwood Stewart Kim Warwick     | 7:5, 7:5, 6:4      |
| 4.  | 22. April 1985     | Forth Myers (1) | Teppich       | Paul Annacone    | Steve Denton Tomáš Šmíd          | 6:4, 6:3           |
| 5.  | 23. September 1985 | San Francisco   | Teppich       | Paul Annacone    | Brad Gilbert Sandy Mayer         | 3:6, 6:3, 6:4      |
| 6.  | 7. Oktober 1985    | Johannesburg    | Hartplatz     | Colin Dowdeswell | Amos Mansdorf Shahar Perkiss     | 3:6, 7:6, 6:4      |
| 7.  | 25. November 1985  | Australian Open | Rasen         | Paul Annacone    | Mark Edmondson Kim Warwick       | 3:6, 7:6, 6:4, 6:4 |
| 8.  | 17. November 1986  | Johannesburg    | Hartplatz     | Mike DePalmer    | Andrés Gómez Sherwood Stewart    | 3:6, 6:2, 7:6      |
| 9.  | 23. Februar 1987   | Key Biscayne    | Hartplatz     | Paul Annacone    | Ken Flach Robert Seguso          | 6:2, 6:4, 6:4      |
| 10. | 30. März 1987      | Chicago         | Teppich       | Paul Annacone    | Mike DePalmer Gary Donnelly      | 6:3, 7:6           |
| 11. | 13. Februar 1989   | Memphis         | Hartplatz (i) | Paul Annacone    | Scott Davis Tim Wilkison         | 7:6, 6:7, 6:1      |
| 12. | 20. Februar 1989   | Philadelphia    | Teppich       | Paul Annacone    | Rick Leach Jim Pugh              | 6:3, 7:5           |
| 13. | 24. September 1990 | Basel           | Hartplatz (i) | Stefan Kruger    | Neil Broad Gary Muller           | 4:6, 7:6, 6:3      |
| 14. | 8. Oktober 1990    | Tel Aviv        | Hartplatz     | Nduka Odizor     | Ronnie Båthman Rikard Bergh      | 6:3, 6:4           |
| 15. | 29. März 1993      | Osaka           | Hartplatz     | Mark Keil        | Glenn Michibata David Pate       | 7:6, 6:3           |
| 16. | 5. Juli 1993       | Newport         | Rasen         | Javier Frana     | Byron Black Jim Pugh             | 4:6, 6:1, 7:6      |
| 17. | 11. April 1994     | Birmingham      | Sand          | Richey Reneberg  | Brian MacPhie David Witt         | 2:6, 6:3, 6:2      |
| 18. | 6. November 1995   | Buenos Aires    | Sand          | Vincent Spadea   | Jiří Novák David Rikl            | 6:3, 6:3           |
| 19. | 29. April 1996     | Atlanta (2)     | Sand          | David Wheaton    | Bill Behrens Matt Lucena         | 7:6, 6:2           |
| 20. | 23. Juni 1996      | Bologna         | Sand          | Brent Haygarth   | Karim Alami Gábor Köves          | 6:1, 6:4           |

##### Challenger Tour
| Nr. | Datum              | Turnier    | Belag     | Partner               | Finalgegner                         | Ergebnis      |
| --- | ------------------ | ---------- | --------- | --------------------- | ----------------------------------- | ------------- |
| 1.  | 3. Juli 1983       | Travemünde | Sand      | Mike Myburg           | Harald Theissen Michael Westphal    | 7:5, 6:3      |
| 2.  | 10. Juli 1983      | Essen      | Sand      | Mike Myburg           | Nick Brown Steve Shaw               | 6:4, 6:2      |
| 3.  | 14. August 1983    | Cleveland  | Sand      | Mike Myburg           | Francisco González Matt Mitchell    | 7:6, 7:5      |
| 4.  | 6. Oktober 1991    | Jerusalem  | Hartplatz | John-Laffnie de Jager | Nduka Odizor Bryan Shelton          | 6:2, 6:4      |
| 5.  | 19. Juli 1992      | Newcastle  | Rasen     | Javier Frana          | Kent Kinnear Peter Nyborg           | 7:6, 7:6      |
| 6.  | 8. November 1992   | Aachen     | Teppich   | Grant Stafford        | Michael Mortensen Christian Saceanu | 6:1, 6:3      |
| 7.  | 26. September 1993 | Singapur   | Hartplatz | Jeremy Bates          | Sander Groen Grant Stafford         | 6:3, 6:4      |
| 8.  | 24. März 1996      | Agadir     | Sand      | Jared Palmer          | Patrik Fredriksson Magnus Norman    | 3:6, 6:3, 6:2 |
| 9.  | 11. Mai 1997       | Bratislava | Sand      | Jared Palmer          | Juan Balcells Devin Bowen           | 4:6, 6:3, 7:5 |

#### Finalteilnahmen
| Nr. | Datum              | Turnier               | Belag       | Partner       | Finalgegner                     | Ergebnis                |
| --- | ------------------ | --------------------- | ----------- | ------------- | ------------------------------- | ----------------------- |
| 1.  | 5. Mai 1985        | Las Vegas             | Hartplatz   | Paul Annacone | Pat Cash John Fitzgerald        | 6:7, 7:6, 6:7           |
| 2.  | 14. Juli 1985      | Newport               | Rasen       | Paul Annacone | Peter Doohan Sammy Giammalva    | 1:6, 3:6                |
| 3.  | 22. September 1985 | Los Angeles           | Hartplatz   | Paul Annacone | Scott Davis Robert Van’t Hof    | 3:6, 6:7                |
| 4.  | 12. Januar 1986    | London                | Teppich (i) | Paul Annacone | Heinz Günthardt Balázs Taróczy  | 4:6, 6:1, 6:7, 7:6, 4:6 |
| 5.  | 10. August 1986    | Stratton Mountain (1) | Hartplatz   | Paul Annacone | Peter Fleming John McEnroe      | 3:6, 6:3, 3:6           |
| 6.  | 22. März 1987      | Orlando               | Hartplatz   | Paul Annacone | Sherwood Stewart Kim Warwick    | 6:2, 6:7, 4:6           |
| 7.  | 9. August 1987     | Stratton Mountain (2) | Hartplatz   | Paul Annacone | Ken Flach Robert Seguso         |                         |
| 8.  | 30. Oktober 1988   | Paris                 | Teppich (i) | Jim Grabb     | Paul Annacone John Fitzgerald   | 2:6, 2:6                |
| 9.  | 12. März 1989      | Scottsdale            | Hartplatz   | Paul Annacone | Rick Leach Jim Pugh             | 7:6, 3:6, 2:6, 6:2, 4:6 |
| 10. | 1. Oktober 1989    | San Francisco         | Hartplatz   | Paul Annacone | Pieter Aldrich Danie Visser     | 4:6, 3:6                |
| 11. | 28. April 1991     | Singapur              | Hartplatz   | Stefan Kruger | Grant Connell Glenn Michibata   | 4:6, 7:5, 6:7           |
| 12. | 25. Oktober 1992   | Taipeh                | Teppich (i) | Patrick Baur  | John Fitzgerald Sandon Stolle   | 6:7, 2:6                |
| 13. | 7. Februar 1993    | Marseille             | Teppich (i) | Ivan Lendl    | Arnaud Boetsch Olivier Delaître | 3:6, 6:7                |